# Jannat (chanteuse)
Jannat Mahid (en arabe : جنة مهيد), plus connue sous son nom de scène de Jannat, née en 1986, est une chanteuse marocaine qui vit en Égypte.

## Biographie
Née en 1986 d'un pére sahraoui teknaoui de Guelmim et d'une mère de Khouribga, Jannat Mahid se fait connaître en emportant l'émission musicale Noujoum Al Rad,.
In 2000, elle obtient la première place (Best Arabic Voice) au "Layali Dubai", dans le cadre du Festival de shopping de Dubaï (DSF). Grâce à Ratiba El-Hefny, elle est invitée à chanter au Congrès du Caire de musique arabe. Elle se retrouve ensuite sur la scène de l'opéra du Caire, avec Majida El Roumi, Wadih Al-Safi et Sabah Fakhri.
En 2006, sa chanson Li bini wbine est un succès,.
En 2016, Jannat sort son 4e album studio Be Nafs El Kalam.
Le 14 août 2020, Jannat sort son 5e album studio Ana Fe Entezarak.

## Décorations
Le 22 août 2016, elle est décorée chevalière de l'ordre du Ouissam Al Moukafâa Al Wataniya — ordre du Mérite national — par le roi Mohammed VI.

## Discographie (albums studios)
- 2006: Elli Beny W Benak – اللي بيني وبينك
- 2009: Hob Emtelak – حب إمتلاك
- 2013: Hob Gamed – حب جامد
- 2016: Be Nafs El Kalam – بنفس الكلام
- 2017: Adaiya Diniya – أدعية دينية
- 2020: Ana Fe Entezarak – أنا في انتظارك